# Isopexopsis parafacialis
Isopexopsis parafacialis är en tvåvingeart som beskrevs av Sun och Zhao 1995. Isopexopsis parafacialis ingår i släktet Isopexopsis och familjen parasitflugor.
Artens utbredningsområde är Yunnan (Kina). Inga underarter finns listade i Catalogue of Life.